# Koudbloedig

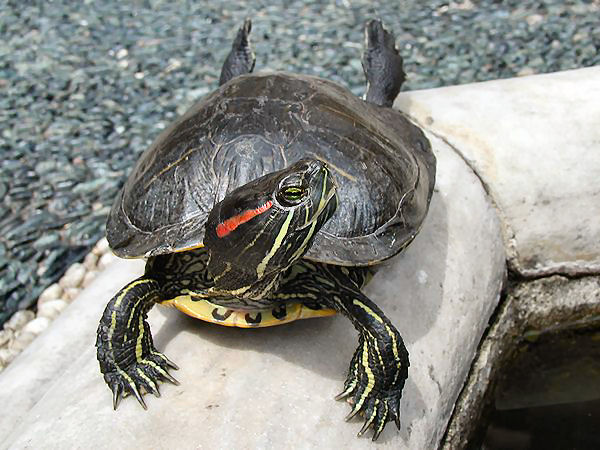
Een zonnende roodwangschildpad gebruikt de poten en gedraaide nek als zonnepanelen om zo meer zonnestralen op te vangen en sneller op te warmen

Een koudbloedig organisme is een dier dat zelf geen eigen lichaamswarmte kan produceren, in tegenstelling tot een warmbloedig organisme. De regeling van de lichaamstemperatuur is afhankelijk van gedrag als het opzoeken van warmere of koelere plaatsen of door te zonnebaden. Bekende koudbloedige dieren zijn vissen, reptielen, amfibieën en geleedpotigen. 

## Algemeen
De termen warm- en koudbloedig slaan alleen op dieren en hebben wetenschappelijk gezien geen waarde meer, omdat er diverse vormen van koudbloedigheid zijn die ook voorkomen bij warmbloedige dieren, en beide groepen ook een overlap kennen. De verschillende manieren om de lichaamstemperatuur te regelen worden ook wel thermoregulatie genoemd. Vroeger werd wel gedacht dat de lichaamstemperatuur van koudbloedige dieren per definitie gelijk is aan die van de omgeving, en ze daar niets aan kunnen veranderen op wat trucjes als zonnebaden na. De warmbloedige dieren zouden altijd dezelfde temperatuur hebben. Uit onderzoek is gebleken dat dit lang niet altijd opging, en er ook vele warmbloedige organismen zijn die de lichaamstemperatuur, en daarmee het metabolisme, sterk kunnen verlagen. Veel soorten zijn dan ook niet echt koud- of warmbloedig, maar vallen er min of meer tussenin. Een bekende groep dieren waarvan lange tijd aangenomen werd dat ze koudbloedig waren, zijn de dinosauriërs. Tegenwoordig zijn er aanwijzingen dat ze warmbloedige trekjes vertoonden, wat heeft geleid tot andere inzichten. De dinosauriërs waren waarschijnlijk een speciaal geval; het simpele feit dat ze zo groot werden, zorgde voor minder afgifte van warmte door het grote lichaamsvolume, zeker is dit niet. 
Uitzonderingen daargelaten, hebben vrijwel alle koudbloedige dieren als kenmerk dat ze een snellere cyclus doormaken en korter leven dan warmbloedige dieren bij dezelfde temperatuur. Wel moet opgemerkt worden dat veel koudbloedigen door hun meestal lagere metabolisme juist langer leven. Ook zijn energievretende aanpassingen of organen als hersenen en vleugels meestal minder ontwikkeld en in het laatste geval afwezig, met uitzondering van veel insecten. 

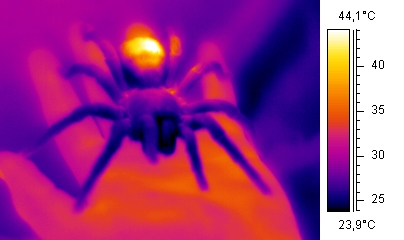
Thermografische afbeelding van een koudbloedige Tarantula op een warmbloedige hand

## Vormen van koudbloedigheid
Koudbloedigheid wordt tegenwoordig niet meer gezien als tegenhanger van warmbloedigheid, er zijn zelfs dieren waarop beide termen van toepassing zijn. Er zijn drie vormen van koudbloedigheid, die alle een warmbloedige tegenhanger hebben. Alle zes vormen van koud- en warmbloedigheid worden als verschillende vormen van thermoregulatie gezien, waarbij meer dan eens combinaties voorkomen, zelfs tussen uitgesproken koudbloedige en uitgesproken warmbloedige vormen.
- ectotherm (Grieks: ecto = buiten, thermós = warm) zijn alle organismen die in beginsel hun temperatuur niet zelf kunnen regelen, maar externe invloeden gebruiken om toch op te warmen of af te koelen. Voorbeelden van ectothermen zijn reptielen als schildpadden en hagedissen maar ook veel insecten, die vaak een zonnebad nemen om sneller te kunnen bewegen. Zo kunnen ze niet alleen sneller jagen maar ook sneller vluchten. Als het te heet wordt, wordt de schaduw opgezocht. Ook veel vissen gebruiken wisselende temperaturen die vaak lager zijn naarmate de diepte toeneemt, om de ideale temperatuur te handhaven. Het tegenovergestelde is endotherm, dit zijn dieren die de temperatuur met behulp van het lichaam kunnen regelen door bijvoorbeeld spieren te bewegen of de ademhaling te versnellen
- poikilotherm (Grieks: poikilos = wisselend, thermós = warm) betekent dat het organisme een wisselende lichaamstemperatuur heeft (ze wisselt met die van de omgeving). Deze vorm sluit het beste aan bij de klassieke beschouwing van koudbloedigheid. Voorbeelden van poikilothermen zijn veel amfibieën die in het water leven, veel soorten hebben een vaste ideale temperatuur en functioneren minder goed bij een kleine afwijking. Poikilotherme dieren als amfibieën hebben als groep weliswaar verschillende temperaturen, zo zijn er salamanders die optimaal functioneren in water van 20°C, en soorten die leven bij ongeveer 10°C. Zou men de temperaturen van de twee soorten echter omdraaien dan is het met beide soorten snel gedaan, de lichaamstemperaturen van poikilotherme dieren zijn in de praktijk dus tamelijk constant. De warmbloedige tegenhanger is homoiotherm: organismen die altijd dezelfde lichaamstemperatuur hebben en een relatief kleine afwijking kan al voor grote problemen zorgen zoals bij de mens.
- bradymetabolism heeft nog geen Nederlandse naam en kent een normaal metabolisme als het dier actief is, maar een veel lagere als de temperaturen al te drastisch wijzigen. Deze dieren kennen een zeer diepe winterslaap, zoals sommige landschildpadden die een soort antivries in het bloed hebben en zo temperaturen van enkele graden Celsius onder nul kunnen overleven. Ook dieren die in extreem hete en droge omgevingen leven als woestijnen, kunnen hun metabolisme bijna stilzetten tot er koelere of nattere tijden aanbreken. Het tegenovergestelde komt voor bij warmbloedigen die de lichaamstemperatuur in rust juist nauwelijks omlaag brengen, en hierdoor meer energie verbruiken

## Uitzonderingen

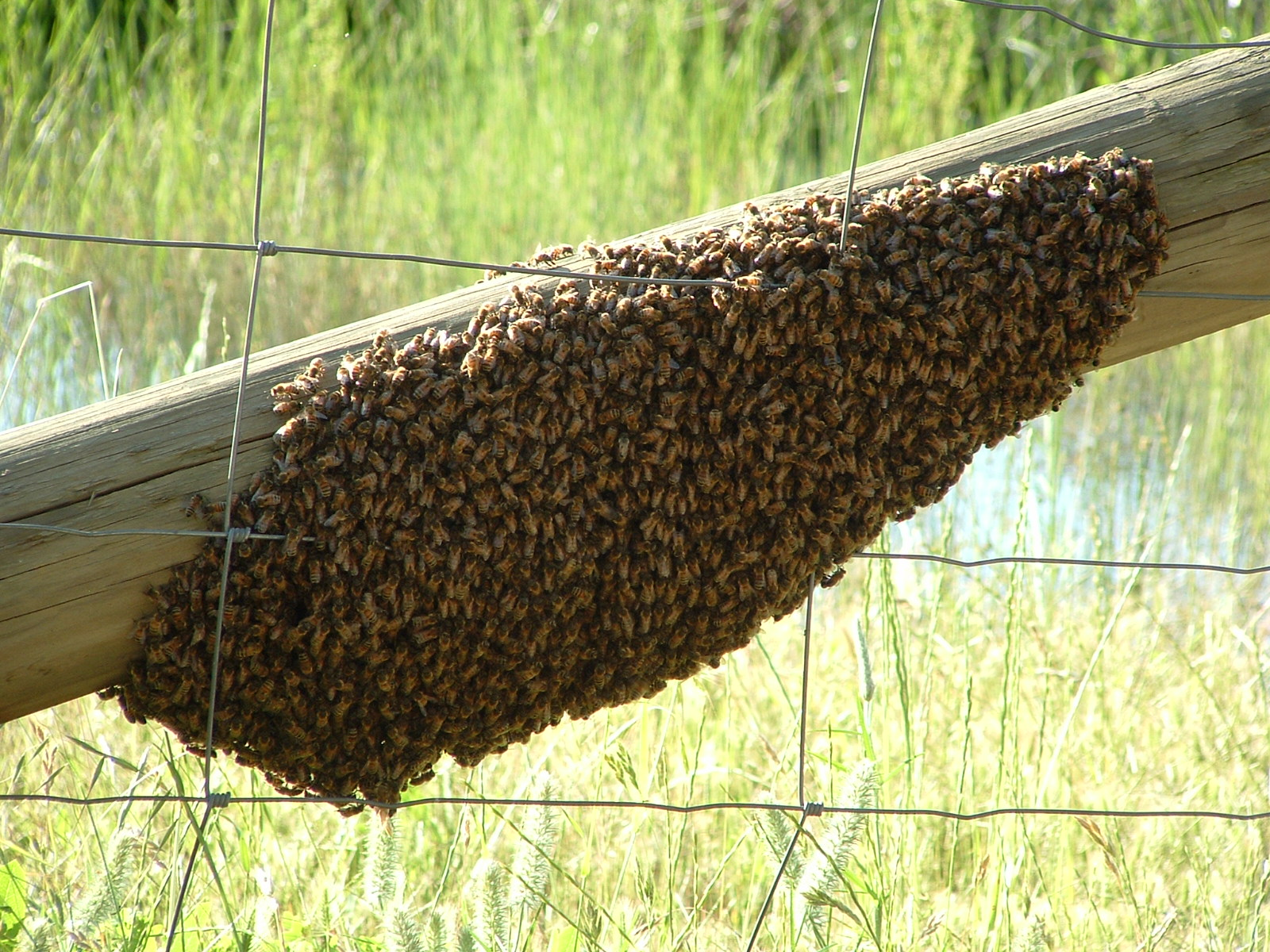
De koudbloedige bij kan warmte produceren door in grote aantallen de vleugelspieren te laten trillen

Bijen zijn insecten en dus koudbloedig. Een heleboel bijen tezamen echter kunnen door de vleugels te laten trillen, waarbij warmte vrijkomt, voor hogere nesttemperaturen zorgen. Dit is handig om het nest warm te houden, en werkt alleen bij een groep bijen; een enkel trillend exemplaar maakt geen verschil. Als het warm is doen de bijen dit bij de uitgang van het nest ter ventilatie om het nest juist af te koelen. Er zijn zelfs soorten bekend die indringers als horzels doden door deze te bedekken met bijen. Deze laten de temperatuur snel stijgen door de warmte die vrijkomt bij het trillen dat de temperatuur zo hoog op kan lopen dat de bijen het zelf net overleven - de horzel echter niet.
Sommige vissen zoals de zwaardvis en de tonijn kennen trucjes die de lichaamstemperatuur doen stijgen, en handig zijn omdat ze beide in koud water leven en jagen. De zwaardvis kan de temperatuur van de hersenen en ogen laten oplopen waardoor sneller gereageerd kan worden op prooidieren. De tonijn heeft aanpassingen om zijn lichaamswarmte beter vast te houden en warmteverlies via de kieuwen te verminderen. Ook liggen de zwemspieren verder in het lichaam en niet bij de koelere buitenzijde. Deze vissen creëren dus een hogere lichaamstemperatuur met het eigen lichaam, dit wordt endotherm genoemd en komt normaal gesproken alleen voor bij warmbloedige dieren. De tonijn is hierdoor in zekere zin ook een heterotherm.
Schildpadden zijn koudbloedig maar de lederschildpad genereert warmte uit de spierbewegingen van de poten die gemaakt worden door het zwemmen. De schildpad leeft uitsluitend in zee en komt nooit aan land en legt al zwemmend enorme afstanden af. Deze aanpassing speelt misschien een rol in het feit dat dit reptiel meer in koudere wateren leeft, dichter bij de polen.
De volledig ondergronds levende naakte molrat is een zoogdier, maar wordt beschouwd als koudbloedig. Dit knaagdier steelt zelfs warmte door in de bovenste en warmste gangen te slapen en zo op te warmen. Deze warmte wordt vervolgens gebruikt om het in de koelere dieper gelegen gangen van de burcht weer af te geven.
Er zijn zelfs planten die de lichaamstemperatuur kunnen verhogen, dit zijn soorten uit het geslacht Lysichiton uit de aronskelkfamilie. Ze maken gebruik van chemicaliën om warmte te creëren. Hoewel deze temperatuursverhoging miniem is, kan de plant iets eerder in de lente tot groei komen dan de concurrentie.
Zeer grote koudbloedigen, zoals haaien en grote zeeschildpadden hebben in de regel ook een hogere lichaamstemperatuur. Dit heeft niets met aanpassingen te maken, maar wordt veroorzaakt door het relatief grote lichaamsvolume dat de warmte beter vasthoudt.